# Skrzydła ołtarza z Roudník
| Skrzydła ołtarza z Roudník                                                                       |                                                          |
|                                                                                                  |                                                          |
| Ścięcie Jakuba Większego/ Śmierć św. Wawrzyńca                                                   | Męczeństwo św. Sebastiana / Spalenie na stosie Jana Husa |
| Autor: anonim Data powstania: przed 1486, Wymiary: 162 x 68 (bez ramy) Muzeum Husyckie w Taborze |                                                          |

Skrzydła ołtarza z Roudník – dwustronnie malowane skrzydła późnogotyckiego retabulum wykonane przez anonimowego artystę, najstarsze przedstawienie męczeńskiej śmierci Jana Husa w sztuce czeskiego gotyku. 

## Geneza i historia skrzydła
Retabulum, przeznaczone dla kościoła utrakwistów pod wezwaniem św. Wacława w Roudníkach koło Uścia nad Łabą, powstało prawdopodobnie w pracowni praskiej w drugiej połowie XV wieku. Ze względu na wizerunki apostołów Jakuba Większego i Jakuba Mniejszego zakłada się, że jego fundatorami byli Jakubek z Vřesovic, husycki dowódca wojsk uczestniczących w wojnach husyckich, do którego Roudníky wówczas należały oraz jego syn Jan, który przejął majątek w 1467 roku.
W XVI wieku skrzydła zostały przycięte, pokryte warstwą barokowego marmurku i były wykorzystywane jako część barokowego ołtarza. W XVII i XVIII wieku, na terenie dzisiejszych Czech, katolicyzm wypierał wyznawców protestanckich, a obiekty związane lub kojarzone z czeską reformacją były niszczone. Skrzydła, dzięki zmianom, którym je poddano, uniknęły losu wielu innych dzieł. 

Ponowne odkrycie XV-wiecznych malowideł na skrzydłach nastąpiło w 1966 roku podczas renowacji kościelnych mebli. Odkrycia dokonali studenci praskiej Akademii Sztuk Pięknych. W 1975 roku prof. Bohuslav Slánský odrestaurował skrzydła i przywrócił im pierwotny wygląd. Ostatnie prace restauratorskie miały miejsce w latach 2013–2014, prowadzone przez artystów malarzy Naděždę Maškovą i Miroslava Křížka z Pragi. Skrzydła zostały wykupione ze środków Ministerstwa Kultury za kwotę 12 mln koron czeskich i  podarowane Muzeum Husyckiemu w Taborze.

## Proweniencja i datowanie
Autorstwo retabulum nie jest znane. Według prof. Jaroslava Pešiny artysta mógł mieć kontakt z Mistrzem ołtarza św. Jerzego, którego prace pochodziły z drugiej połowy XV wieku i zostały przypisane do późnogotyckiej sztuki czeskiej. Prof. Milena Bartlová umieszcza malarza w praskim środowisku artystycznym, przypisując mu znajomość sztuki mistrzów norymberskich, m.in. Hansa Pleydenwurffa i czerpiącego ze wzorów brukselskich m.in. Boutsa. Inny historyk sztuki, Jan Royt, zauważa podobieństwa stylu pomiędzy skrzydłami ołtarza z Roudník do Ołtarza św. Barbary wrocławskiego Mistrza Marcina. Te teorie pozwalają datować powstanie retabulum na okres 1470–1480. Jeżeli fundatorem dzieła miał być Jakubek z Vřesovic, który zmarł po 1461 roku, datę jego powstania należałoby przesunąć na lata 60. XV wieku.

## Opis skrzydła
Na obu skrzydłach umieszczono po dwie sceny. Ich unikalna koncepcja ikonograficzna jest świadectwem ewolucji, którą przechodził rodzący się czeski Kościół utrakwistyczny. Jan Hus powiązany jest z chrześcijańskimi męczennikami ukazanymi w poszczególnych scenach: z św. Jakubem Większym, św. Sebastianem i św. Wawrzyńcem. Ich śmierć stanowi nawiązanie do męczeńskiej śmierci Husa na stosie. Atrybutem męczeńskiej śmierci reformatora była heretycka czapka i jego postać przedstawiana zgodnie z ówczesną tradycyjną czeską ikonografią: mężczyzny bez brody w białej albie. W scenie ścięcia Jakuba, ukazanych zostało dodatkowo dwóch dyskutujących ze sobą arcykapłanów. Postaci nawiązują do prałatów, z którymi Hus był w konflikcie. W scenie śmierci Sebastiana ukazany został cesarz Dioklecjan w koronie, a w scenie  spalenia Husa – mężczyzna w książęcej czapce. Było to nawiązanie do palatynackiego elektora Ludwika, któremu cesarz Zygmunt Luksemburski przekazał Husa skazanego na śmierć. Ukazanie śmierci św. Wawrzyńca na ruszcie i śmierci w płomieniach Husa w dolnych częściach skrzydeł nie jest przypadkowe i wskazuje na podobieństwa między losami obu męczenników.
Centralna, niezachowana część retabulum przedstawiała prawdopodobnie sceny Ukrzyżowania i Ostatniej Wieczerzy.